# Fortificações na Ilha da Trindade
As fortificações na Ilha da Trindade localizavam-se na ilha vulcânica de mesmo nome, a 1 113 quilômetros da costa brasileira, no mesmo paralelo da cidade da Vitória, no estado brasileiro do Espírito Santo.

## História
A determinação da Coroa Portuguesa para a ocupação e fortificação da ilha remonta a duas Cartas Régias, datadas de 22 de fevereiro de 1724 (PEIXOTO, 1932:23).
A ilha foi ocupada por forças britânicas em 1782, que nela ergueram dois fortes: um com mais de doze peças de artilharia e outro, menor, com três peças. A investigação portuguesa à época reporta dois fortes: um com mais de 12 peças e outro com três peças, montadas em carretas, sem plataformas, canhoneiras ou muralhas, e estima o número de 150 habitantes distribuídos em 19 alojamentos (PEIXOTO, 1932:48-49). O mapa então produzido, atualmente na mapoteca do Itamaraty no Rio de Janeiro, registra essas duas fortificações denominadas como Fortaleza do Alto e Fortaleza da Praia, localizadas em extremidades opostas da ilha.
A partir de 1783, uma expedição portuguesa comandada por Mello Brayner, ocupou a ilha e reafirmou a sua posse como pertencente à Coroa portuguesa (BARRETTO, 1958).
Data desta época um Mapa Corográfico da Ilha da Trindade, datado de 1783, no Arquivo Nacional do Rio de Janeiro, onde figura o Forte da Rainha, em posição dominante sobre o Porto do Príncipe. Sua legenda esclarece que:
"O Forte da Rainha, hé hum reduto que tem 8 braças de comprido na sua face para a parte do mar, e hé averto para a p.te da montanha, nelle deixarão os Ingleses 9 peças de Ferro de calibre 4 encravadas, e montadas, em reparos do mar." (PEIXOTO, 1932)
GARRIDO (1940) registra o que denomina como Forte da Rainha, atribuindo-o a tropas inglesas no fim do século XVIII, computando-lhe vinte peças de artilharia.
Na época, as lavouras de colonos açorianos foram mal recebidas pelo solo da ilha, agravando o sério problema de erosão com as chuvas, abundantes de abril a setembro. Com a retirada dos seus ocupantes rumo à Capitania de Santa Catarina (1797), a ilha voltou a ficar abandonada, tendo perdido cerca de 85% da sua cobertura vegetal original.
Em 1895, os britânicos voltaram a ocupar a ilha sob a alegação de que a mesma se encontrava desocupada há mais de um século, gerando protestos do governo brasileiro, que apenas tomou conhecimento do fato com seis meses de atraso. Ao ser informada da ocupação da ilha, a população carioca reagiu depredando o Café Londres, conceituada casa comercial estabelecida na tradicional rua do Ouvidor, no centro histórico da cidade. Com a mediação da diplomacia portuguesa, a soberania brasileira sobre a ilha foi reconhecida e a mesma desocupada, em agosto de 1896.
BARRETTO (1958), considerando incorretamente que o Forte da Rainha dataria deste período, informa que, em 1897, já de posse portuguesa [brasileira] o forte foi desguarnecido, e que, em 1915 nada mais restava do mesmo.
Nada mais restava das posições setecentistas quando, entre 1924 e 1926 a ilha foi utilizada pelo governo brasileiro como presídio político. Durante ambas as Guerras Mundiais (1914-1918 e 1939-1945) a ilha recebeu guarnições da Marinha do Brasil que, desde 1897 ali efetua missões com regularidade, fixando-se permanentemente a partir de 1957 com a instalação do Posto Oceanográfico da Ilha da Trindade (POIT), com a missão de observação maregráfica e meteorológica.